# Théodore Chassériau
Théodore Chassériau (Santa Bárbara de Samaná, La Hispaniola, actual República Dominicana, 20 de setembre de 1819 - París 8 d'octubre de 1856) va ser un pintor romàntic dominicà-francès, destacat pels seus retrats, pintura d'història i religiosa, murals al·legòrics i imatges orientals inspirades pels seus viatges a Algèria.

## Vida i obra
El seu pare era Benoît Chassériau (1780-1844), un diplomàtic francès que va ser Ministre de l'Interior de Cartagena i un amic de Simón Bolívar. La seva mare era filla d'un terratinent crioll. La família es va traslladar a París el 1821, quan ell tenia tres anys. El jove Chassériau va mostrar molt aviat una precoç habilitat a l'hora de dibuixar. Va ser acceptat al taller de Jean Auguste Dominique Ingres el 1831, als onze anys, convertint-se en un dels alumnes favorits del gran classicista. Ingres ràpidament el va considerar el seu deixeble més veritable, declarant: «Veniu, cavallers, a veure aquest nen que serà el Napoleó de la pintura.»
Després que Ingres marxés de París el 1834 per convertir-se en el director de l'Acadèmia Francesa a Roma, Chassériau va caure sota la influència d'Eugène Delacroix, la marca de colorisme pictòric era anatema per Ingres. L'art de Chassériau ha estat sovint caracteritzat com un intent de reconciliar el neoclassicisme d'Ingres amb el romanticisme de Delacroix. Ja als 16 anys va crear el seu propi taller com a retratista amb influències del realisme dels quadres nòrdics, la pintura espanyola i la tècnica del seu mestre Ingres.
Va exposar per primera vegada en el Saló de París el 1836, obtenint una medalla pel tercer lloc en la categoria de pintura d'història. El 1840 Chassériau va viatjar a Roma i es va trobar amb Ingres. No obstant, l'amargor de la direcció que estava prenent el treball de seu estudiant va portar a una decisiva ruptura entre tots dos.
Entre les principals obres de la seva primera maduresa es troben Susana i els vells i Venus Anadyomene (ambdues de 1839), Diana sorpresa per Acteó (1840), Andròmeda encadenada a la roca per les nereides (1840), i La toilette d'Ester (1841), revelant totes elles un ideal molt personal de representació del nu femení. Les principals obres religioses de Chassériau d'aquests anys, Crist a la muntanya de les Oliveres (un tema que va tractar el 1840 i de nou el 1844) i El davallament de la creu (1842), van rebre crítiques diverses; entre els defensors de l'artista hi havia Théophile Gautier. Chassériau també va executar encàrrecs de murals representant la vida de Santa Maria Egipcíaca a l'església de Sant-Merri a París; els va acabar el 1843.
Entre els retrats d'aquest període cal destacar el Retrat del reverend pare Dominique Lacordaire, de l'orde dels frares predicadors (1840), i Les dues germanes (1843), que representa les germanes de Chassériau: Adèle i Aline.
Al llarg de la seva vida va ser un prolífic dibuixant; els seus dibuixos de retrats executats amb un llapis de grafit molt afilat són d'un estil semblant als d'Ingres. També va crear un cos de 29 gravats, incloent un grup de 18 aiguaforts amb temes de l'Otel·lo de Shakespeare el 1844.
Com a conseqüència del seu intent de reconciliar l'estil del seu mestre Ingres amb el colorit de Delacroix, en la seva obra es poden observar dues etapes diferenciades. En aquesta primera etapa, fins a 1845, va mostrar la influència del seu mestre, idealitzant les figures. A partir d'aquesta data, però, s'obre una segona etapa plena d'influències romàntiques i coloristes de Delacroix amb un dibuix i composició plenament clàssics.
El 1846, poc després de pintar la colossal Ali-Ben-Hamet, califa de Constantine i cap dels haractes, seguit pel seu escorta, Chassériau va fer el seu primer viatge a Algèria. A partir d'esbossos que va fer en aquest viatge i altres posteriors va pintar temes com Caps àrabs visitant als seus vassalls i Dones jueves en un balcó (tots dos de 1849, actualment al Louvre). Un gran treball posterior, El tepidarium (1853, al Museu d'Orsay), representa un gran nombre de dones assecant-se després del bany, en una ambientació arquitectònica inspirada pel viatge de l'artista el 1840 a Pompeia. La seva obra més monumental va ser la seva decoració de la gran escala del Court des Comptes («Tribunal de Comptes»), encàrrec estatal de 1844 i completat el 1848. La seva obra va resultar severament danyada al maig de 1871 per un incendi durant la Comuna, i només van poder recuperar fragments; es conserven al Louvre.
Després d'un període de mala salut, exacerbada pel seu esgotador treball en encàrrecs murals per decorar les esglésies de Sant-Roch i Sant-Philippe-du-Roule, Chassériau va morir als 37 anys a París, el 8 octubre 1856.
La seva obra va tenir un impacte significatiu en l'estil de Puvis de Chavannes i Gustave Moreau, i - a través de la influència d'aquests artistes - records en l'obra de Paul Gauguin i Henri Matisse.

## Galeria

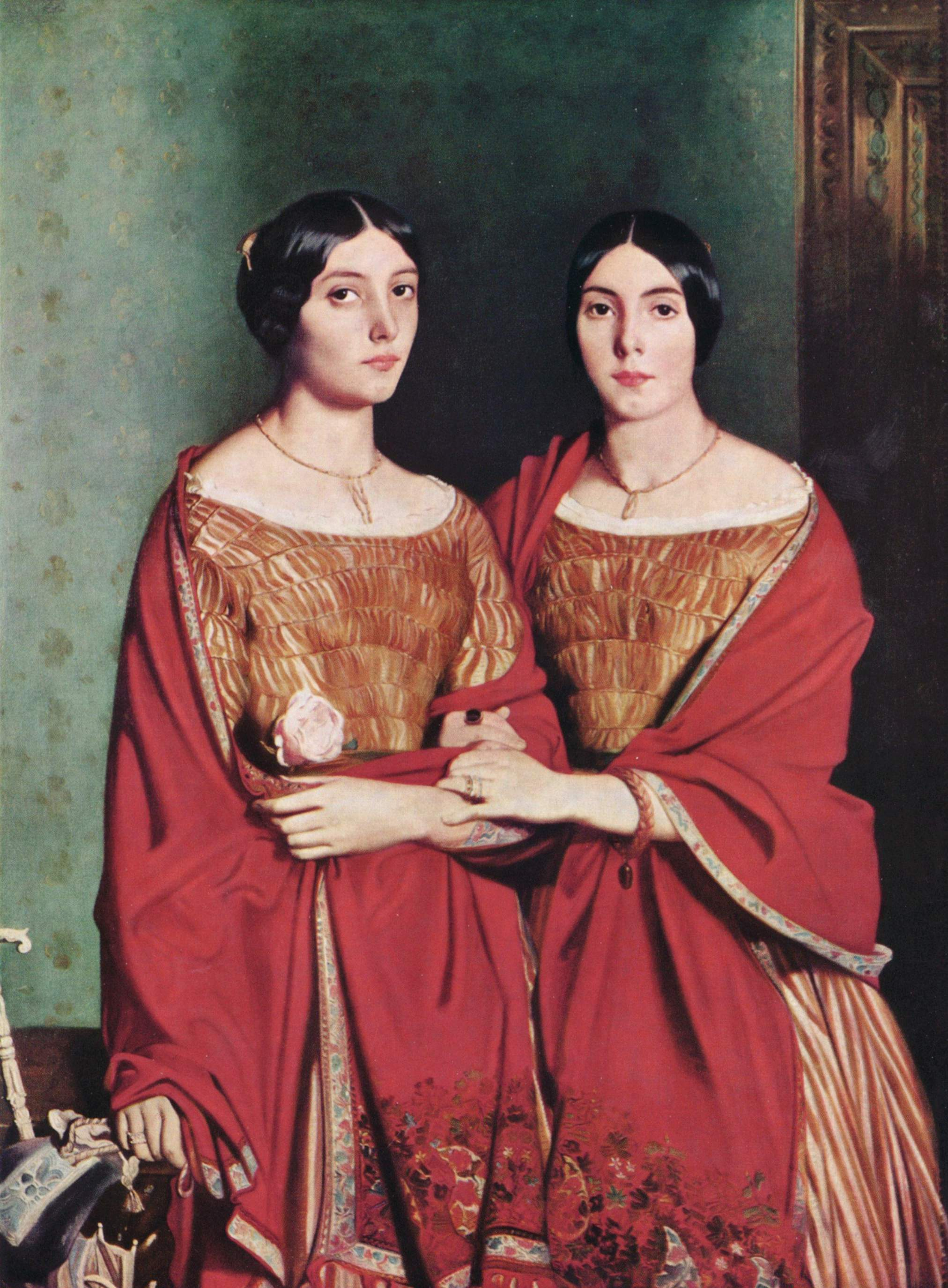
Les dues germanes, 1843, oli sobre tela, 180 x 135 cm, París, Louvre
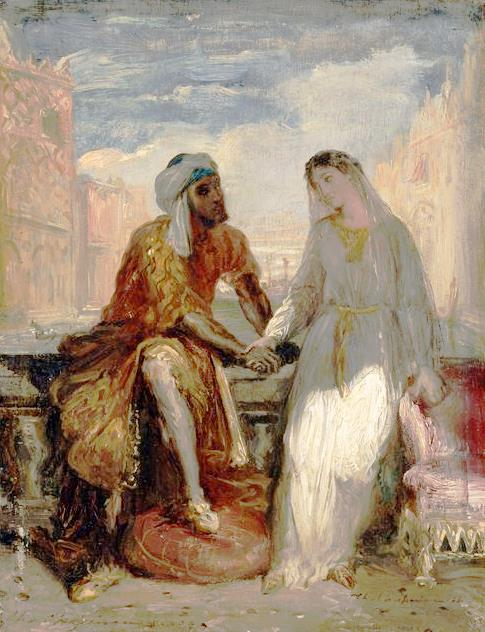
Othello i Desdemona a Venècia, 1850, oli sobre fusta, 25 x 20 cm, París, Louvre
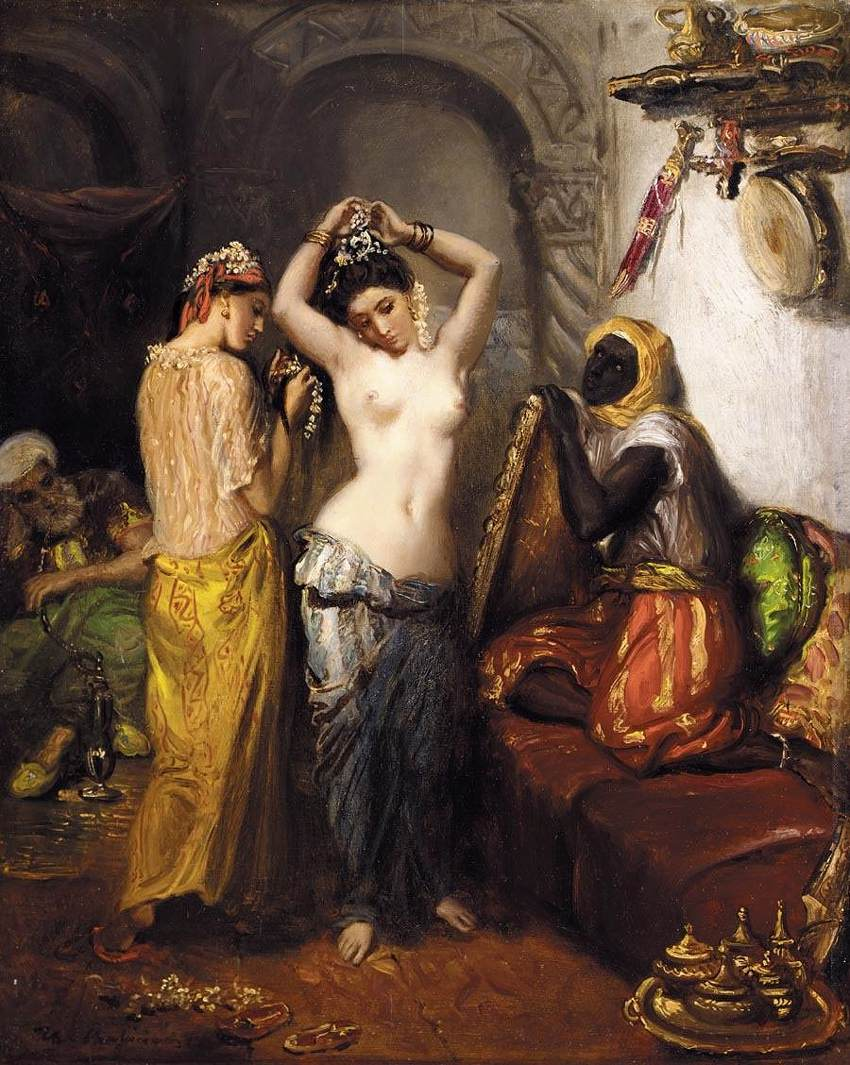
Le Harem, ca. 1851–1852, oli sobre fusta, 49 x 39 cm.
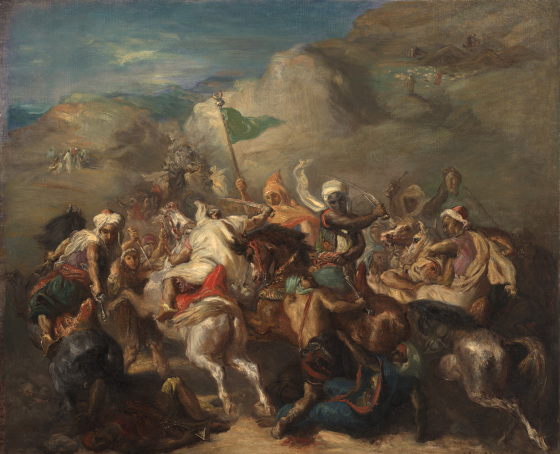
Batalla de cavallers àrabs al voltant d'una bandera, 1854, oli sobre taula, 54 x 64 cm, Dallas Museum of Art